# جون كامبل (موسيقي)
جون كامبل (بالإنجليزية: John Campbell)‏ هو عازف غيتار البيس في فرقة الهيفي ميتال الأمريكية لامب أوف غود، ولد في 30 سبتمبر 1972 في ريتشموند في الولايات المتحدة.

## وصلات خارجية
- جون كامبل على موقع ميوزك برينز (الإنجليزية)
- جون كامبل على موقع ديسكوغز (الإنجليزية)